# روبرت دونكان (لاعب كرة قدم أسترالية)
روبرت دونكان (بالإنجليزية: Robert Duncan)‏ هو لاعب كرة قدم أسترالية أسترالي، ولد في 27 نوفمبر 1891 في كيو ‏ في أستراليا، وتوفي في 9 نوفمبر 1984 في Prahran ‏ في أستراليا.

## وصلات خارجية
- روبرت دونكان على موقع AustralianFootball.com (الإنجليزية)
- روبرت دونكان على موقع AFLtables.com (الإنجليزية)